# Sankt Marein bei Neumarkt
Sankt Marein bei Neumarkt is een plaats en voormalige gemeente in de Oostenrijkse deelstaat Stiermarken. Het is een ortschaft van de gemeente Neumarkt in der Steiermark, die deel uitmaakt van het district Murau.
De gemeente Sankt Marein bei Neumarkt telde op 31 oktober 2013 930 inwoners. In 2015 ging ze, samen met Dürnstein in der Steiermark, Kulm am Zirbitz, Mariahof, Neumarkt in Steiermark, Perchau am Sattel en Zeutschach, op in de nieuwe gemeente Neumarkt in der Steiermark.

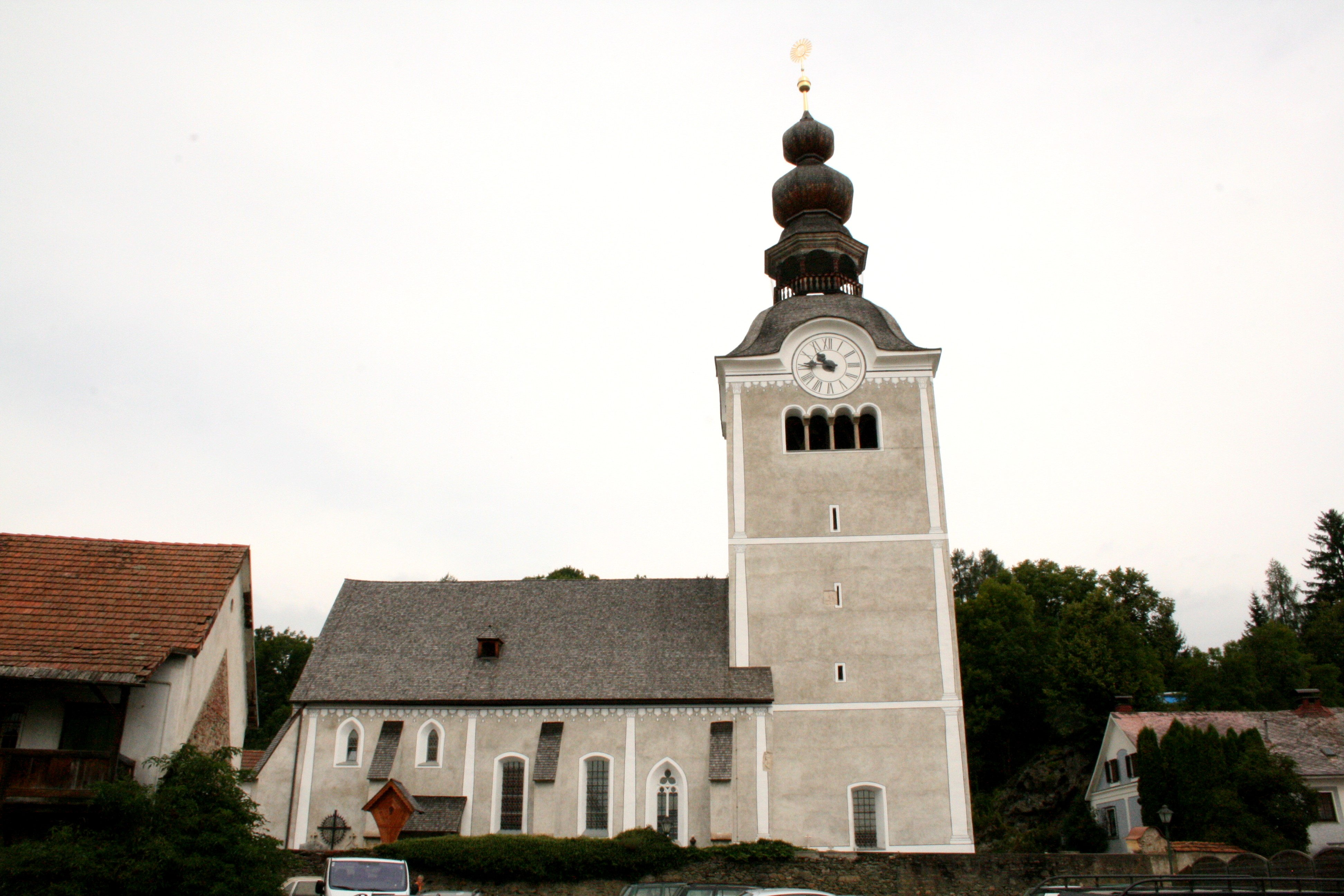
Kerk in Sankt Marein

## Geboren
- Karl Hartleb (1886-1965), politicus

Stadsgemeenten:
Murau ·
Oberwölz

Marktgemeenten:
Mühlen ·
Neumarkt in der Steiermark ·
Sankt Lambrecht ·
Sankt Peter am Kammersberg
Scheifling ·

Overige gemeenten:
Krakau ·
Niederwölz ·
Ranten ·
Sankt Georgen am Kreischberg ·
Schöder ·
Stadl-Predlitz ·
Teufenbach-Katsch
- Gemeinsame Normdatei: 4384340-2
- Library of Congress Control Number: n93110675
- Nationale Bibliotheek van Israël: 987007530898105171
- Virtual International Authority File: 142047897